# Alice Canclini
Alice Canclini (* 8. März 1994) ist eine ehemalige italienische Skilangläuferin.

## Werdegang
Canclini, die für den C.S. Esercito startete, trat international erstmals bei den Olympischen Jugend-Winterspielen 2012 in Innsbruck in Erscheinung. Dort belegte sie den 24. Platz über 5 km klassisch, den 13. Rang im Sprint und den 11. Platz in der Mixed-Staffel. Ihre besten Platzierungen bei den Junioren-Skiweltmeisterschaften 2014 im Val di Fiemme waren der zehnte Platz im Sprint und der neunte Rang mit der Staffel. Im Dezember 2014 lief sie in Hochfilzen erstmals im Alpencup und errang dabei den 37. Platz im Sprint und die Plätze 38 und 35 über 5 km. Ihr Debüt im Weltcup hatte sie im Dezember 2015 in Toblach, welches sie auf dem 49. Platz im Sprint beendete. Bei den U23-Weltmeisterschaften 2016 in Râșnov wurde sie Neunte im Sprint. In den folgenden Jahren startete sie meist im Alpencup. In der Saison 2019/20 holte sie in Planica sowie in Dresden mit dem 30. Platz im Sprint ihre ersten Weltcuppunkte. Im Dezember 2020 nahm sie in Dresden letztmals am Weltcup teil und erreichte mit dem 26. Platz im Sprint ihre beste Platzierung im Weltcupeinzel.